# BMW
BMW AG (IPA: /ˈbeːˈʔɛmˈveː/ⓘ; изворно иницијализам за  ) немачка је мултинационална компанија која тренутно производи луксузне и спортске аутомобиле и мотоцикле, а такође је производила и авионске моторе до 1945. године.
Компанија је основана 1916. године и седиште јој је у Минхену (Баварска). BMW производи моторна возила у Немачкој, Бразилу, Кини, Индији, Јужној Африци, Уједињеном Краљевству и Сједињеним Државама. Године 2017, BMW је био четрнаести највећи произвођач моторних возила на свету — са 2.505.741 произведеним аутомобилом. Породица Квант је дугогодишњи власник деоница компаније (при чему је остатак, половина, фри-флоут), након инвестиција браће Херберта Кванта и Харалда Кванта 1959. године којима је компанија спасена од банкрота.
Аутомобили се продају под брендовима BMW (уз подбрендове BMW M за перформанс моделе и BMW i за плагин електрична аута, те подружнице Мини и Ролс-Ројс). Мотоцикли су на тржишту под брендом BMW Motorrad. Компанија има значајног удела у историји мотоспортова, поготово тјуринг ауто трка, Формуле 1, спортских трка и трке Isle of Man TT.

## Историја

### 1916—1923: Произодња авионских мотора
Otto Flugmaschinenfabrik је компанија коју је 1910. године основао Густав Ото у Баварској. Почеци BMW-а могу да се прате уназад до три засебне немачке компаније: Rapp Motorenwerke, Bayerische Flugzeugwerke (7. март 1916) и Automobilwerk Eisenach. Историја самог имена почела је 1913. с фирмом Rapp Motorenwerke (Карл Фридрих Рап), произвођачем авионских мотора. У априлу 1917, након одласка оснивача Карла Рапа, компанија је променила име у Bayerische Motoren Werke (BMW). BMW-ов први производ био је авионски мотор BMW IIIa, који је у пролеће 1917. дизајнирао инжењер Макс Фриц. Мотор IIIa био је познат по доброј економији потрошње горива и перформансу на великим висинама. Уследеле наруџбе мотора IIIa од немачке војске изазвале су рапидно ширење BMW-а.
После краја Првог светског рата 1918, BMW је приморан да смањи производњу авионских мотора — према одредницама Версајског мировног споразума. Да би наставио с пословањем, BMW је производио опрему за фарме, покућство и железничке кочнице. Године 1922, бивши велики акционар Камило Кастиљони купио је права за име BMW, чиме је компанија престала да послује као Rapp Motorenwerke и почела да ради као Süddeutsche Bremse AG (данас позната као Knorr-Bremse). Кастиљони је такође био инвеститор у другој авионској компанији, по имену Bayerische Flugzeugwerke — коју је преименовао у BMW.
Пропала фабрика Bayerische Flugzeugwerke поново је отворена и почела је да производи моторе за аутобусе, камионе, пољопривредну опрему и пумпе, под именом бренда BMW. Корпоративна историја BMW-а узима датум оснивања фирме Bayerische Flugzeugwerke (7. март 1916) за датум рођења компаније.

### 1923—1939: Производња мотоцикала и аутомобила
Када су рестрикције Версајског споразума почеле да се укидају, BMW је почео с производњом мотоцикала (1923) — и то моделом R32.
BMW је почео да производи аутомобиле 1928, када је компанија купила аутомобилску компанију Automobilwerk Eisenach. Тадашњи модел компаније Automobilwerk Eisenach био је Dixi 3/15, лиценцирана копија аута Austin 7 који је почео да се производи 1927. године. По преузимању, Dixi 3/15 је постао BMW 3/15 — први производни аутомобил BMW-а.
Године 1932, BMW 3/20 је постао први BMW аутомобил који је у целости дизајнирао BMW. Покретао га је четвороцилиндрични мотор, који је BMW дизајнирао на основу мотора модела Austin 7.
BMW-ов први аутомобилски шестоцилиндрични инлајн мотор изашао је 1933. године, за BMW 303. Током 1930-их, BMW је проширио распон модела; почели су да се производе седани, купеи, кабриолети и спортски аутомобили.

### 1939—1945: Други светски рат
Поновним наоружавањем Немачке 1930-их, компанија је опет почела да производи авионске моторе за Луфтвафе. Фабрика у Минхену је увелико почела да користи принудни рад: стране цивиле, ратне заробљенике и затворенике Концентрационог логора „Дахау”. Међу успешним дизајнима мотора из Другог светског рата били су BMW 132 и BMW 801 — ваздухом хлађени радијални мотори, те пионирски BMW 003 аксијални турбомлазњак — који је покретао мали млазни „принудни ловац” из 1944/45. Heinkel He 162 Spatz. BMW 003 млазни мотор је прво тестиран као примарни покретач у првом прототипу авиона Messerschmitt Me 262 (Me 262 V1), с тим да на тестовима 1942. BMW-ови прототипи мотора нису успели да полете а резервни Junkers Jumo 210 клипни мотор монтиран на носу обавио је потребно заустављање/слетање.
Неколико тестних примерака Me 262 A-1b користило је напреднију верзију млазњака 003, постижући званичну највећу брзину 800 km/h (500 mph). Први икад млазњак с четири мотора који је полетео били су шести и осми прототипи млазног извиђача-бомбардера Arado Ar 234, који су за покретање користили млазњаке BMW 003. Током 1944. године, поузданост модела 003 је повећана, чиме је постао погодан као погонско средство за ваздушне оквирне дизајне који су се такмичили у програму Jägernotprogramm — где су могли да аплицирају лаки борбени авиони преко уговора. Победио је дизајн Heinkel He 162 Spatz. Авијациони турбомлазњак BMW 003 исто тако је био разматран као основна полазна тачка за пионирски ’турбошафт’ погон немачких оклопних борбених возила 1944/45. године, као GT 101. Како се ближио крај Трећег рајха, BMW је развијао неке војне авионске пројекте за Луфтвафе: BMW Strahlbomber, BMW Schnellbomber и BMW Strahljäger; међутим, ниједан од поменутих модела није направљен.

### 1945—1959: Послератна обнова
Током Другог светског рата, многа производна постројења BMW-а тешко су бомбардована. Постројења у Источној Немачкој одузео је Совјетски Савез, а у преосталим Савезници су забранили производњу мотоцикала и аутомобила. Током овог периода забрана, BMW је користио основну половну и спасену опрему да прави лонце и таве — касније проширујући асортиман и на други кухињски прибор те бицикле.
Године 1947, BMW је добио дозволу да настави с производњом мотоцикала; први послератни мотоцикл — R24 — изашао је 1948. године. BMW-у је и даље остало забрањено да производи аутомобиле; међутим, Bristol Aeroplane Company (BAC) производила је аутомобиле у Енглеској на основу BMW-ових предратних аутомобила, користећи планове које су узели из немачких уреда BMW-а.
Производња аутомобила је настављена 1952. године, великим седаном BMW 501. Током 1950-их, BMW је проширио опсег модела уводећи седане, купее, кабриолете и спортске аутомобиле. Године 1954, BMW 502 је постао први BMW с V8 мотором. Да би омогућили приступачан модел, BMW је 1955. године почео да производи микроауто Isetta (под лиценцом Изоа). Две године касније, четворосед BMW 600 био је заснован на продуженој верзији дизајна Isetta. Године 1959, BMW 600 је заменио већи купе/седан BMW 700.

### 1959—1968: Скори банкрот иNeue Klasse
До 1959, BMW је био у дуговима и губио је новац. Isetta се продавала добро, али с малим маргинама профита. Њихови луксузни седани засновани на моделу 501 нису се продавали довољно добро да би били профитабилни и постајали су све више застарели. Купе 503 и роудстер 507 били су прескупи да би били профитабилни. Верзија 600, четворосед заснован на Isetta-и, слабо се продавао. Тржиште мотоцикала је имплодирало средином 1950-их, уз све већи утицај који је Немце окретао од производње мотоцикала према аутомобилима. BMW је продао дизајн Allach компанији MAN године 1954. American Motors и Rootes Group су покушали да купе BMW.
На годишњем генералном састанку у BMW-у, одржаном 9. децембра 1959. године, др Ханс Фајт — председавајући надзорног одбора BMW-а — предложио је спајање с фирмом Daimler-Benz. Акционари и мали деоничари супротставили су се овој сугестији и окупили се око противпредлога др Фридриха Матерна — који је добио довољно подршке да заустави спајање. У то време, Quandt Group коју су предводила полубраћа Херберт и Харалд Квант, недавно је повећала количину деоница у BMW-у и постала власник с највише удела. Године 1960, почео је развојни програм за нови низ модела, под именом Neue Klasse (Нова класа). Резултујући седани Neue Klasse с четвора врата уведени су 1962. године; сматра се да су спасли компанију у финансијском смислу и успоставили идентитет BMW-а као произвођача водећих спортских седана.
Године 1965, Neue Klasse опсег је проширен луксузним купеима 2000 C and 2000 CS. Серија је касније додатно проширена, 1966. године, иконским компактним купеима BMW 02 серије.
BMW је 1966. године купио компанију Hans Glas са седиштем у Динголфингу (Немачка). Glas возила су кратко била означена именом BMW док компанија није потпуно преузета. Претпоставља се да је аквизиција била углавном да би се добио приступ развоју Glas-ових зупчастих каиша за аутомобилску примену, с тим да су неки видели динголфиншки пројекат Glas као другу иницијативу. Како год, ова фабрика је престала да постоји и BMW-ов највећи тренутни добитак била је — према њима самима — акција висококвалификованих инжењера и другог особља. Glas фабрике наставиле су да праве ограничен број својих постојећих модела, уз додатак производње предњих и задњих осовина за BMW-ове све док нису ближе инкорпорисани у компанију BMW.

### 1968—1978: E3; серија 3, серија 5, серија 7
Године 1968, BMW је почео с производњом свог првог шестоцилиндричног инлајн мотора после Другог светског рата. Овај мотор се поклопио са изласком великих седана E3 (претеча серије 7) и великих купеа E9 (претеча серије 6).
Опсег седана средње величине серије 5 био је уведен 1972. године, да би заменио седане E3. Платформа серије 5 такође је коришћена за купее серије 6, који су уведени године 1976. Године 1975, уведен је први модел серије 3 — опсег компактних седана/купеа. Велики седани серије 7 уведени су 1978. године.

### 1978—1989: M дивизија
BMW M1 из 1978. био је први BMW-ов спортски аутомобил са средњим мотором и био је развијен у конјукцији с Ламборгинијем. Исто тако, био је први путни аутомобил који је произвела BMW-ова мотоспортска дивизија — BMW M. Године 1980, дивизија M је произвела први модел заснован на регуларном производном возилу, E12 M535i. M535i је претходник за BMW M5, који је уведен 1985. године на основу платформе E28.
Године 1983, BMW је увео свој први дизел мотор; — настао је M21. Први BMW с погоном на све точкове — E30 325iX — почео је да се производи 1985, а 1987. године E30 је постао први BMW-ов модел који се производи с каросеријом у стилу каравана.
E32 750i из 1986. године био је први BMW-ов V12 модел. E32 је такође био први седан доступан са шасијом дугог међуосовинског размака (са ознаком „iL” или „Li”).
BMW M3 је уведен 1985. године, заснован на платформи E30.

### 1989—1994: Серија 8, хечбекови
Низ великих купеа серије 8 уведен је 1989. године, а 1992. била је прва примена BMW-овог првог V8 мотора у 25 година: — M60. Ово је такође био први BMW који користи задње вешање с више спојница, што је дизајн имплементиран за масовну производњу код модела E36 серије 3 из године 1990.
E34 5 серија, уведена 1988, била је прва серија 5 произведена с погоном на све точкове или караванским стилом каросерије.
Године 1989, Z1 ограничене производње започео је BMW-ову линију кабриолета-двоседа — модели серије Z.
Године 1993, BMW серије 3 Compact био је први BMW-ов хечбек модел (осим за моделе ограничене производње — серије 02 Touring). Ови хечбек модели формирали су нови низ полазних модела испод других модела серије 3.
Године 1992, BMW је купио велику акцију у студију за индустријски дизајн са седиштем у Калифорнији — DesignworksUSA; у потпуности су их купили 1995. године.
Макларен F1 из 1993. покреће BMW-ов V12 мотор.

### 1994—1999: Власништво Ровера, Z3
Године 1994, BMW је купио британску компанију Rover Group (коју су тада чинили брендови Ровер, Ланд Ровер, Мини и MG, као и права на нефункционалне брендове укључујући Остин и Морис), која је остала у његовом власништву шест година. До 2000, Ровер је направио велике губитке у пословању, па је BMW одлучио да прода неколико брендова. Брендови MG и Ровер су продати Конзорцијуму Финикс (енгл. Phoenix Consortium) и настао је MG Ровер, а Ланд Ровер је преузео Форд. BMW, у међувремену, задржао је права да прави нови Мини, — с чим су почели 2001. године.
Године 1995, E38 725tds био је први аутомобил серије 7 који користи дизел мотор. E39 серије 5 такође је уведен 1995. године, а био је први аутомобил серије 5 који користи управљање са летвом и зупчаницима; значајан број делова за вешање био је направљен од лаког алуминијума.
BMW Z3 кабриолет двосед и купе модели уведени су 1995. године. Ово су били први масовно произвођени модели ван серија 1/3/5 и први који се једино производе ван Немачке (у Сједињеним Државама, у овом случају).
Године 1998, E46 серије 3 бива уведен — са моделом M3 који је садржавао BMW-ов најмоћнији природно аспирисани мотор до тада.

### 1999—2006: Теренски модели, Ролс-Ројс
BMW-ов први теренац, BMW X5 (E53), уведен је 1999. X5 је направио велико одступање од BMW-ове слике спортских „аута за возаче”; како год, био је веома успешан и уследило је увођење друге BMW серије X. Мањи BMW X3 изашао је 2003. године.
E65 серије 7 из 2001. године био је први BMW-ов модел који користи аутоматски мењач са шест брзина.
Године 2002, купе/кабриолет с два седишта Z4 заменио је Z3. Две године после, хечбекови серије 1 заменили су моделе серије 3 Compact као BMW-ови полазни модели.
Ролс-Ројс фантом из 2003. био је прво возило Ролс-Ројса које се произвело у власништву BMW-а. Ово је био крајњи исход компликованих уговорних преговора који су почели 1998. године када је Rolls-Royce plc лиценцирао BMW-у коришћење имена и логоа Ролс-Ројса, док је Викерс (енгл. Vickers) продао Фолксвагену преостале елементе Rolls-Royce Motor Cars-а. Додатно, BMW је опскрбљивао Ролс-Ројс моторима почев од 1998. године, који су коришћени за Ролс-Ројс силвер сераф.
Године 2005, BMW-ов први V10 мотор уведен је изласком модела E60 M5. Платформа E60 исто тако се користи за E63/E64, чиме су поновно уведени модели серије 6 након станке од 14 година.

### 2006—2013: Прелазак на моторе с турбопуњачем
BMW-ов први масовно произвођен бензински мотор с турбопуњачем био је шестоцилиндрични N54, који је почео да се ради 2006. године изласком модела E92 335i (од 1973. до 1975, BMW је направио 1672 мотора M10 с турбопуњачем за BMW 2002 турбо). Године 2011, изашао је F30 серије 3 — који је имао мотор с турбопуњачем на свим моделима. Овај прелазак на турбопуњаче и мање моторе био је рефлексија општих трендова у аутомобилској индустрији. M3 модел заснован на платформи F30 први је M3 који користи мотор с турбопуњачем.
BMW-ов први V8 мотор с турбопуњачем, BMW N63, уведен је 2008. године. Упркос тренду смањења величине, године 2008. BMW је почео да производи први V12 мотор с турбопуњачем — BMW N74. Године 2011, F10 M5 постао је први M5 модел који користи мотор с турбопуњачем.
Године 2007, права на производњу Husqvarna Motorcycles-а купио је BMW — за објављених 93 милиона евра.
Теренац BMW X6 изашао је 2008. године. X6 је привукао пажњу и постао контроверзан због своје необичне комбинације купе и SUV стилских одлика.
Године 2009, компактни теренац BMW X1 бива уведен. Након овога, исте године, BMW серија 5 Gran Turismo са ’фастбек’ стилом каросерије бива уведен — заснован на платформи серије 5.
Контроверзни дизајнер Крис Бенгл објавио је свој одлазак из BMW-а у фебруару 2009, након што је радио на челу дизајнерског тима близу 17 година.
BMW-ов први аутомобил с хибридним погоном, F01 ActiveHybrid 7, уведен је 2010. године.

### 2013—данас: Електрични/хибридни погон
BMW је почео да прави први електрични аутомобил, градски ауто BMW i3, године 2013. i3 је такође први масовно произвођен аутомобил који има структуру углавном израђену од угљеничних влакана. BMW-ов први хибридни спортски аутомобил (и њихов први аутомобил са средњим мотором још од модела M1) зове се BMW i8 и уведен је 2014. године. i8 је исто тако први аутомобил који користи BMW-ов први инлајн-три мотор, BMW B38.
Године 2013, BMW серија 4 заменио је моделе купе и кабриолет из серије 3. Многи елементи серије 4 остали су исти код еквивалентног модела серије 3. Слично овоме, BMW серија 2 године 2013. мења моделе купе и кабриолет из серије 1. Серија 2 се производила у стиловима каросерије купе (F22), MPV с пет седишта (F45) и MPV са седам седишта (F46). Потоња два стила тела аута представљају прва возила с предњом вучом које производи BMW. F48 X1 такође укључује неке моделе с предњом вучом.
Компактни теренац BMW X4 уведен је 2014. године.
G11 740e и F30/F31 330e из 2016. године, прве су плагин хибридне верзије серије 7 и серије 3 — редом.

### Менаџмент
Чланови одбора за менаџмент су:
- Харалд Кригер — председавајући
- Милагрос Каиња Кареиро-Андре — људски ресурси
- Клаус Фрелих — развој
- Питер Нота — продаја и бренд
- Николас Петер — финансије
- Петер Шварценбауер — Мини, Ролс-Ројс, BMW Motorrad
- Андреас Вент — куповина и мрежа добављача
- Оливер Ципсе — производња

(ажурирано: 29. октобар 2018.)

## Име компаније и лого
Име BMW је скраћеница за Bayerische Motoren Werke (IPA: /ˈbaɪ̯ʁɪʃə mɔˈtʰɔʁn̩ ˈvɛɐ̯kə/ⓘ). Немачко име није граматички тачно, јер је на немачком језику Motorenwerke једна реч. Термин Bayerische Motorenwerke (досл. „баварски моторни радови”), који се користио у неколико немачких публикација и реклама у прошлости, на енглески се преводи као Bavarian Motor Works — назив који BMW званично користи за рекламирање производа у земљама у којима се говори енглески језик. Суфикс AG, скраћеница за Aktiengesellschaft, означава инкорпорисани ентитет који је у власништву акционара (може се поредити са „Inc.” (САД) или „PLC” (УК)).
Кружни плаво-бели лого BMW-а или roundel настао је из кружног логоа компаније Rapp Motorenwerke; од тада се развијао и инверзно су се комбиновале бела и плава боја као боје заставе Баварске. BMW лого који се користио од 1917. године, уз разне стилске промене, промењен је у марту 2020. из верзије из 1997. у нови минималистичког дизајна.
Порекло логоа често се сматра да је осликавање покрета авионског пропелера тако да беле лопатице секу плаво небо. Међутим, ово осликавање прво се користило у реклами BMW-а године 1929. — 12 година након што је лого направљен — па ово стога није порекло самог логоа.
Термини „бемвејац”, „бембара”, „бемба”, „бенџамин” „бенџос”, „бенгула”, „бенкица”, „бог моторних возила”, „београдско моторно возило”, „бемвара”, „бешо” итд. често се користе као сленг за BMW на српском језику, а на енглеском то су нпр. Beemer, Bimmer или Bee-em; исти се углавном користе за аутомобиле али неретко и за мотоцикле. У Сједињеним Државама, неки људи дају прескрипцију да енглеско beemer треба да се користи специфично за мотоцикле, а да bimmer треба да се користи за аутомобиле. Неки од ових људи тврде да „истински поклоници” овде праве разлику, а они који за то не знају су „неиницирани”. Употреба термина у северноамеричким мејнстрим медијима такође варира; на пример Глоуб енд мејл из Канаде преферира Bimmer, а Beemer назива „yuppie абоминацијом”; с друге стране, Такома њуз трибјун каже да су они који праве разлику између термина да би разликовали аутомобиле и мотоцикле „ауто снобови”.

## Финансије
За фискалну годину 2017, BMW је објавио зараду од 8,620 милијарди евра — уз годишњи приход од 98,678 милијарди евра, што је пораст од 4,8% у односу на претходни фискални циклус. BMW-ове деонице су се продавале с ценом од преко 77 евра по акцији, а тржишна капитализација у новембру 2018. процењена је на 55,3 милијарде долара.
| Год. | Приход (млрд. €) | Укупан приход (млрд. €) | Укупна актива (млрд. €) | Запослени (млрд. €) |
| ---- | ---------------- | ----------------------- | ----------------------- | ------------------- |
| 2011 | 68,821           | 4,881                   | 123,429                 | 100.306             |
| 2012 | 76,848           | 5,096                   | 131,850                 | 105.876             |
| 2013 | 76,058           | 5,314                   | 138,368                 | 110.351             |
| 2014 | 80,401           | 5,798                   | 154,803                 | 116.324             |
| 2015 | 92,175           | 6,369                   | 172,174                 | 122.244             |
| 2016 | 94,163           | 6,863                   | 188,535                 | 124.729             |
| 2017 | 98,678           | 8,620                   | 193,483                 | 129.932             |
| 2018 | 97,480           | 7,117                   | 208,980                 | 134.682             |
| 2019 | 104,210          | 4,915                   | 241,663                 | 133.778             |
| 2020 | 98,990           | 3,775                   | 216,658                 | 120.726             |
| 2021 | 111,239          | 12,382                  | 229,527                 | 118.909             |

## Мотоцикли
BMW је почео да производи моторе за мотоцикле а потом и мотоцикле после Првог светског рата. Бренд мотоцикала BMW данас је познат под називом BMW Motorrad. Први успешан мотоцикл након пропалих Helios и Flink, био је „R32” године 1923. — с тим да је производња оригинално почела 1921. године. Овај модел је имао „боксер-твин” мотор, код којег се цилиндар пројицира за проток ваздуха са сваке стране машине. Поред њихових једноцилиндарских модела (у основи са истим узорком), сви остали мотоцикли које праве користили су овај дистинктиван изглед све до раних 1980-их. Многи BMW-ови се и даље производе са овим истим изгледом, који се означава као серија R.
Целокупна производња мотоцикала BMW, од 1969. године, лоцирана је у компанијиној фабрици Берлин-Шпандау.
Током Другог светског рата, BMW је производио мотоцикл BMW R75 с прикаченом бочном приколицом. Имајући јединствен дизајн копиран од модела Циндап KS750, његова бочна приколица с точковима такође је била с моторним погоном. У комбинацији с диференцијалом с могућношћу закључавања, ово возило је било добро за офроуд вожњу — на многе начине еквивалент Џипу.
Године 1982, дошла је серија K, с погонском осовином али водом хлађена и с три или четири цилиндра монтирана у правој линији од напред ка назад. Недуго после овога, BMW је такође почео да прави ланцом погоњене серије F и G са једноструким и паралелним двоструким моторима Ротакс.
На почетку 1990-их, BMW је надоградио „ерхед боксер” мотор који је постао познат као „ојлхед”. Године 2002, „ојлхед” мотор је имао две свећице по цилиндру. Године 2004, додата је уградива балансна осовина; капацитет је повећан на 1.170 cc, а перформанс побољшан на 100 КС (75 kW) за R1200GS — при успоредби са 85 КС (63 kW) претходног модела R1150GS. Још моћније варијанте „ојлхед” мотора доступне су код мотоцикала R1100S и R1200S, који дају 98 и 122 КС (73 и 91 kW) — редом.
Године 2004, BMW је увео нови K1200S Sports Bike — који је значио одступање за BMW. Имао је мотор који производи 167 КС (125 kW), изведен као резултат сарадње компаније с Вилијамс F1 тимом; лакши је од пређашњих K модела. Иновације укључују електронски подесиво предње и задње вешање, те предњу виљушку типа Hossack коју BMW назива именом Duolever.
BMW је увео ABS у производњи мотоцикала, почев од краја 1980-их. Генерација кочница са системом против закључавања доступна на BMW-овим мотоциклима из 2006. и касније отворила је пут за увођење ESC система, то јест технологије против клизања касније код модела из године 2007.
BMW је био иноватор у дизајну вешања за мотоцикле, узимајући телескопско предње вешање много пре других произвођача (1935). Потом су се пребацили на Ерлс виљушке (енгл. Earles fork), предње вешање са њишућом виљушком (1955—1969). Већина модерних BMW-ова су истински ’свингарм’ за задње вешање, с једном страном назад (уп. с регуларном њишућом виљушком која се обично погрешно назива ’свингинг арм’).
Неки BMW-ови почели су да користе други дизајн предњег вешања робне марке — Telelever, с почетка 1990-их; као и Ерлс виљушка, и ова значајно смањује потонуће при кочењу.
BMW група је, 31. јануара 2013, објавила да је Pierer Industrie AG купио компанију „Хускварна” (Husqvarna) за извесну суму коју неће да открије ниједна страна у будућности. Компанију је предводио Стефан Пирер (директор KTM-а). Pierer Industrie AG је 51%-тни власника KTM-а и 100%-тни власник фирме Хускварна.
У септембру 2018, BMW је представио нови самовозећи мотоцикл са BMW Motorrad-ом, с циљем коришћења технологије ради унапређења безбедности на путу. Дизајн је инспирисан моделом BMW R1200 GS.

## Аутомобили
Преглед скорашњих линија модела аутомобила BMW приказан је испод.
Серија 1 (F70) — почетни је ниво за тренутни распон модела BMW-а. Производи се у стилу хечбек с петоро врата.
- F70 серије 1

Серија 2 (G42) — почетни је ниво за купее и кабриолете. Распон серије 2 такође се састоји од Active Tourer-а (U06) као стил каросерије, који је MPV петосед — редом. Постоји и серија 2 Gran Coupé (F44) (седан варијанта серије 1).
- G42 серије 2
- U06 серије 2
- F44 серије 2

Серија 3 (G20/G21/G28) — производи се у распону седана с четвора врата и каравана с четвора врата као стилова каросерије. Варијанта седана с дугим међуосовинским размаком (G28) такође се продаје, у Кини.
- G20 серије 3
- G21 серије 3
- G28 серије 3

Серија 4 (G22/G23/G26) — производи се у распону купеа с двоја врата, кабриолета с двоја врата и ’фастбекова’ с петора врата (Gran Coupe) као стилова каросерије.
- G22 серије 4
- G23 серије 4
- G26 серије 4

Серија 5 (G60/G61) — производи се у распону седана и каравана као стилова каросерије.
- G60 серије 5

Серија 6 (G32) — производио се у распону ’фастбека’ с четвора врата (Gran Coupe) као стилова каросерије.
- G32 серије 6

Серија 7 (G70) — производи се у распону седана с четвора врата и седана с дугим међуосовинским размаком као стилова каросерије.
- G70 серије 7

Серија 8 (G14/G15/G16) — производи се у распону купеа с двоја врата, кабриолета с двоја врата и ’фастбекова’ с четвора врата (Gran Coupe) као стилова каросерије.
- G14 серије 8
- G15 серије 8

X модели — састоје се од X1 (U11), X2 (U10), X3 G01, X4 (G02), X5 (G05), X6 (G06) и X7 (G07) стандарда.
- U11 X1
- U10 X2
- G01 X3
- G02 X4
- G05 X5
- G06 X6
- G07 X7

### i модели
BMW i је подбренд BMW-а основан 2011. године да би се дизајнирала и производила плагин електрична возила. Почетни планови за подбренд били су пуштање у производњу два возила. Серијска производња потпуно електричног аутомобила BMW i3 почела је у септембру 2013, а стављање на тржиште десило се у новембру 2013. јављањем првих малопродајних испорука у Немачкој. BMW i8, спортски плагин аутомобил, почео је да излази у Немачкој у јуну 2014.
Године 2014, BMW је развио прототип уличне расвете опремљене са електричним утичницама за пуњење електричних аутомобила; пројекат је назван Light and Charge (Осветљење и пуњење). Две ове јединице за пуњење инсталиране су у седишту BMW-а у Минхену. Године 2015, BMW је у сарадњи са SCHERM групом почео са увођењем електричних камиона на европске цесте, чиме је постао прва компанија која је ово учинила. Саме камионе производи компанија Terberg Group, један од највећих независних добављача специјализованих возила на свету.
Комбинована продаја бренд модела BMW i достигла је прекретницу од 50.000 јединица у јануару 2016. Две године након увођења истог, BMW i3 се рангирао као трећи на свету најпродаванији свеелектрични аутомобил у историји. Глобална продаја модела BMW i3 досегла је прекретницу од 50.000 јединица у јулу 2016.
У фебруару 2016, BMW је објавио увођење дезигнације модела iPerformance, која ће се дати свим BMW плагин хибридним возилима из јула 2016. Циљ је био да се пружи видљив индикатор трансфера технологије из BMW i у BMW темељни бренд. Нова дезигнација ће да се користи прво на плагин хибридним варијантама последње BMW серије 7. Глобална продаја свих BMW плагин електрифицираних модела достигла је прекретницу од 100.000 јединица почетком новембра 2016, а чинили су је више од 60.000 комада модела BMW i3, преко 10.000 комада модела BMW i8 те око 30.000 комада од комбиноване продаје свих BMW iPerformance модела с плагин хибридним погоном.
Новембра 2016, изашла су четири BMW електрифицирана модела: BMW X5 xDrive40e iPerformance, BMW 225xe iPerformance Active Tourer, BMW 330e iPerformance и BMW 740e iPerformance. Такође, кросовер и теренски плагин хибридни модели изашли су уз коришћену i технологију: X1 xDrive25e, X2 xDrive25e, X3 xDrive30e и X5 xDrive40e. BMW 530e iPerformance је планирано да изађе у Европи марта 2017, као део надолазеће седме генерације поставе BMW 5 Series. 330e и 530e су доступни у седан и вагон варијантама. Глобална продаја свих плагин електрифицираних модела досегла је прекретницу од 100.000 јединица почетком новембра 2016, а чинило је преко 60.000 комада модела i3, преко 10.000 комада модела i8 те око 30.000 комада од комбиноване продаје свих BMW iPerformance модела с плагин хибридним погоном. Комбинована глобална продаја BMW електрифицираних модела била је укупно више од 62.000 јединица године 2016, односно 103.080 јединица године 2017. — укључујући електрифицирана возила бренда MINI. Кумулативна глобална продаја електрифицираних возила групације BMW прешла је прекретницу од 250.000 јединица у априлу 2018.
На седмој генерацији BMW тројке (G20) се појавила i (електрична) варијанта, те од 2022. па до данас, постоји електрична варијанта. Међутим, та варијанта се нуди са BMW тројком дужег међуосовинског растојања (G28) која се нуди искључиво у Кини.
На другој генерацији BMW четворке (G26) се појавила i (електрична) варијанта, те од 2021. па до данас, постоји електрична варијанта.
На седмој генерацији BMW петице (G30) се појавила i (електрична) варијанта, те од 2017. па до данас, постоји електрична варијанта.
На седмој генерацији BMW седмице (G70) се појавила i (електрична) варијанта, те од 2022. па до данас, постоји електрична варијанта.
Од 2021. године, стигао је BMW iX (велики електрични кросовер).

### M модели
BMW производи одређен број дериватива својих аутомобила високих перформанси, које развија њихова подружница BMW M GmbH (претходно се звала BMW Motorsport GmbH). Неки модели имају пакете изгледа „M” који нису са побољшањима перформанси.
M модели су:
- M2 — F87 купе (2015—данас)
- M3 — F80 седан (2013—данас)
- M4 — F82 купе / F83 кабриолет (2014—данас)
- M5 — F90 салон (2017—данас)
- M6 — F06 гран купе (2012—данас)
- M850i — G15 гран купе (2018—данас)
- X3 M — F97 SAV (TBA)
- X4 M — F98 SAV (2019—данас)
- X5 M — F85 SAV (2014—данас)
- X6 M — F86 SAV (2014—данас)

### Конвенција за именовање модела
Некада се серије модела називају према немачком начину изговора: Einser („јединица”) за серију 1, Dreier („трица”) за серију 3, Fünfer („петица”) за серију 5, Sechser („шестица”) за серију 6 и Siebener („седмица”) за серију 7. Ово заправо и није сленг, већ нормалан начин на који се таква слова и бројеви изговарају на немачком језику.

## Мотоспорт
BMW има дугу историју активности у мотоспорту, укључујући:
- тјуринг ауто трке — као што су DTM, WTCC, ETCC и BTCC
- Формулу 1
- трке издржљивости — као што су 24 сата Нирбургринга, 24 сата Ле Мана, 24 сата Дејтоне и Спа 24 сата
- Isle of Man TT
- Париз—Дакар рели
- Америчку серију Ле Ман
- Шампионат IMSA SportsCar
- Формулу BMW — јуниорска категорија трке Формула
- Формулу 2
- Формулу Е

- BMW M4 DTM из 2016
- BMW M6 GT3 из 2016
- BMW S1000RR из 2016

## Укљученост у уметност
Произвођачи запошљавају дизајнере за своје аутомобиле, али BMW је уложио напоре да стекне препознавање за изузетне доприносе и подршку уметности — укључујући уметност изван оквира дизајна моторних возила. Ови напори се обично преклапају или надопуњују с BMW-овим кампањама за маркетинг и брендирање.

### Уметнички аутомобили
Године 1975, Александер Колдер је унајмљен да обоји 3.0CSL који је возио Ерве Пулан на трци 24 сата Ле Мана; овај ауто је постао први у серији „Уметнички аутомобил BMW” (енгл. BMW Art Car). Ово је водило ка још уметничких аутомобила, које су осликавали уметници као што је Енди Ворхол, Џени Холзер, Рој Ликтенстајн и др. Ови аутомобили, којих тренутно има 17, били су показивани у Лувру, Музеју Гугенхајм Билбао, Окружном музеју уметности Лос Анђелес и њујоршком Гранд сентрал терминалу.
- 3.0 CSL из 1975; уметнички ауто Александера Колдера
- M1 из 1979; уметнички ауто Ендија Ворхола
- M3 GT2 из 2010; уметнички ауто Џефа Кунса

### Архитектура
Седиште BMW-а у Минхену представља глава цилиндра четвороцилиндричног мотора. Дизајнирао ју је Карл Шванцер, а завршена је 1972. године. Зграда је постала европска икона и проглашена је заштићеном историјском зградом 1999. године. Главни торањ се састоји из четири вертикална цилиндра који стоје попреко један од другог. Сваки цилиндар је подељен хоризонтално у свом центру калупом у фасади. Значајно је поменути да ови цилиндри не стоје на земљи; висе на централном торњу који их подржава.
BMW музеј је футуристичка зграда у облику котла, коју је такође дизајнирао Карл Шванцер; отворена је 1972. године. Ентеријер има спиралну тему, а кров је лого BMW-а с пречником од 40 метара.
BMW-ов простор за изложбе у Минхену, BMW свет, дизајнирао је студио Coop Himmelb(l)au; отворен је 2007. године. Укључује салон за изложбе и лифтинг платформе где се нови аутомобил купца театрално открива њему и другим присутнима.
Централну зграду BMW-а (енгл. BMW Central Building) у Лајпцигу дизајнирала је Заха Хадид.
- Ентеријер BMW музеја
- BMW свет

### Филм
У 2001. и 2002. години, BMW је продуцирао серијал осам кратких филмова под насловом The Hire, чија се радња базира око вожње BMW-ових модела до екстрема — с возачем Клајвом Овеном. Режисери серијала The Hire укључују Гаја Ричија, Џона Вуа, Џона Франкенхајмера и Анга Лија. Године 2016, изашао је девети филм у серијалу.
BMW Performance Series (2006) био је маркетиншки догађај осмишљен с циљем привлачења црнаца купаца аутомобила. Укључује BMW Pop-Jazz Live Series — турнеју коју предводи џез музичар Мајк Филипс; исто тако укључује BMW Blackfilms.com Film Series, где су истакнути црнци филмски ствараоци.

### Визуелне уметности
BMW је био главни спонзор изложбе The Art of the Motorcycle из 1998. године, у музеју Соломон Р. Гугенхајм и другим Гугенхајмовим музејима, с тим да је финансијски однос између BMW-а и Гугенхајма критикован у многим круговима.
Године 2012, BMW је почео да спонзорише Independent Collectors продукцију Уметничког водича BMW (енгл. BMW Art Guide) — што је први глобални водич до приватно и јавно доступних колекција савремене уметности широм света. Издање из 2016. године садржи 256 колекција из 43 земље.

## Производња
BMW производи комплетне аутомобиле у својим фабрикама у Немачкој (Минхен, Динголфинг [BMW Group Plant Dingolfing], Регенсбург и Лајпциг), Сједињеним Државама (Грер у Јужној Каролини), Мексику (Сан Луис Потоси), Јужној Африци (Рослин у Гаутенгу) и Кини (Шенјанг). BMW такође има локалну монтажу користећи готове CKD компоненте на Тајланду, у Русији, Египту, Индонезији, Малезији и Индији (Ченај) — и то за серије 3, 5 и 7 те X3.
Године 2006, групација BMW (укључујући Мини и Ролс-Ројс) произвела је 1.366.838 возила на четири точка — који су произведени у укупно пет земаља. Године 2010, произвела је 1.481.253 возила на четири точка и 112.271 мотоцикала (под брендовима BMW и Хускварна, заједно).
BMW мотоцикли се производе у компанијиној фабрици у Берлину, која је раније производила авионске моторе за Сименс.
До 2011, око 56% произведених BMW-брендираних возила покретало се бензинским моторима, а преосталих 44% покретало се дизел моторима. Од тих бензинских мотора, око 27% су четвороцилиндрични модели, а око 9% су осмоцилиндрични модели. У просеку, 9.000 возила по дану изађе из BMW-ових погона, а 63% их се транспортује железницом.
Годишња производња почев од 2005. године, приказана је у доњој табели.
| Год. | BMW       | MINI    | Ролс-Ројс | Мотоцикл* |
| ---- | --------- | ------- | --------- | --------- |
| 2005 | 1.122.308 | 200.119 | 692       | 92.013    |
| 2006 | 1.179.317 | 186.674 | 847       | 103.759   |
| 2007 | 1.302.774 | 237.700 | 1.029     | 104.396   |
| 2008 | 1.203.482 | 235.019 | 1.417     | 118.452   |
| 2009 | 1.043.829 | 213.670 | 918       | 93.243    |
| 2010 | 1.236.989 | 241.043 | 3.221     | 112.271   |
| 2011 | 1.440.315 | 294.120 | 3.725     | 110.360   |
| 2012 | 1.547.057 | 311.490 | 3.279     | 113.811   |
| 2013 | 1.699.835 | 303.177 | 3.354     | 110.127   |
| 2014 | 1.838.268 | 322.803 | 4.495     | 133.615   |
| 2015 | 1.933.647 | 342.008 | 3.848     | 151.004   |
| 2016 | 2.002.997 | 352.580 | 4.179     | 145.555   |
| 2017 | 2.123.947 | 378.486 | 3.308     | 185.682   |
| 2018 | 2.168.496 | 368.685 | 4.353     | 162.687   |
| 2019 | 2.205.841 | 352.729 | 5.455     | 187.116   |
| 2020 | 1.980.740 | 271.121 | 3.776     | 168.104   |
| 2021 | 2.166.644 | 288.713 | 5.912     | 187.500   |

## Главни проблеми / повлачења
У новембру 2016, BMW је повукао 136.000 америчких аутомобила године модела 2007—2012 због проблема са ожичењем пумпе за гориво — што је вероватно резултовало цурењем горива те застајањем мотора и/или проблемима с поновним покретањем.
У мају 2017, Еј-Би-Си њуз је објавио истрагу у којој је пронађено на десетине примерака паркираних возила BMW које је захватао пожар — од којих су неки били паркирани и у кућним гаражама.
У новембру 2017, BMW је повукао отприлике милион аутомобила и теренаца због ризика од запаљења. Једно повлачење је било за 672.000 аутомобила серије 3 године модела 2006—2011, где је био присутан ризик од прегревања електронских компоненти за систем контроле клима уређаја. Друго повлачење је било за 740.000 шестоцилиндарских модела (328i, 525i), где је био присутан ризик од кратког споја услед прегревања картера; неки аутомобили серије 3 били су предмет обају повлачења.
У августу 2018, Влада Јужне Кореје објавила је забрану возила BMW на путевима те земље након што се 39 аутомобила произвођача запалило. Као одговор, BMW је повукао 106.000 дизел возила у Јужној Кореји с дефективним рециркулационим модулом за испушне гасове; потом се повлачење повећало за још 324.000 аутомобила у Европи.
Дана 6. августа 2018, објављено је да је стопа оваквих несрећа 0,10% у Јужној Кореји а око 0,12% у свету — што је отприлике један проблем на 1.000 возила. Према JTBC-у (јужнокорејски ТВ канал), BMW Кореја је био потпуно свестан овог проблема и известили су седиште BMW-а које је указало на проблем недостатка деловања компаније по питању овог проблема. На крају, власници возила BMW тужили су особље BMW-а за кршење закона о менаџменту возила — доводећи у питање њихово прикривање дефекта возила.

## Продаја
Број возила продатих на свим тржиштима — према годишњим извештајима из BMW-а, приказан је у доњој табели.
| Год. | BMW       | MINI    | Ролс-Ројс | Мотоцикл* |
| ---- | --------- | ------- | --------- | --------- |
| 2005 | 1.126.768 | 200.428 | 797       | 97.474    |
| 2006 | 1.185.089 | 188.077 | 805       | 100.064   |
| 2007 | 1.276.793 | 222.875 | 1.010     | 102.467   |
| 2008 | 1.202.239 | 232.425 | 1.212     | 115.196   |
| 2009 | 1.068.770 | 216.538 | 1.002     | 100.358   |
| 2010 | 1.224.280 | 234.175 | 2.711     | 110.113   |
| 2011 | 1.380.384 | 285.060 | 3.538     | 113.572   |
| 2012 | 1.540.085 | 301.525 | 3.575     | 117.109   |
| 2013 | 1.655.138 | 305.030 | 3.630     | 115.215** |
| 2014 | 1.811.719 | 302.183 | 4.063     | 123.495   |
| 2015 | 1.905.234 | 338.466 | 3.785     | 136.963   |
| 2016 | 2.003.359 | 360.233 | 4.011     | 145.032   |
| 2017 | 2.088.283 | 371.881 | 3.362     | 164.153   |
| 2018 | 2.114.963 | 364.135 | 4.194     | 165.566   |
| 2019 | 2.185.793 | 347.474 | 5.100     | 175.162   |
| 2020 | 2.028.841 | 292.582 | 3.756     | 169.272   |
| 2021 | 2.213.379 | 302.138 | 5.586     | 194.261   |

* У периоду 2008—2012, бројке за производњу мотоцикала укључују Хускварна моделе.

** Искључујући Хускварна моделе, количина продаје до 2013: 59.776 јединица.
У јануару 2021, BMW је објавио да је продаја у 2020. пала за 8,4% услед пандемије ковида 19 и рестрикција. Како год, у четвртом кварталу 2020, BMW је имао пораст захтева купаца од 3,2%.
Дана 18. јануара 2022, BMW AG објавио је да излази нова лимитирана едиција M760Li xDrive једноставно названа „The Final V12” (’Финални ве 12’), што је последње возило из производне серије BMW-а које ће бити опремљено мотором ве 12.

## Индустријска колаборација
BMW је сарађивао с другим произвођачима аутомобила у следећим приликама:
- Макларен: BMW је дизајнирао и произвео V12 мотор који је покретао Макларен F1.[249][250]
- Група PSA (претходник Стелантиса) /Пежо и Ситроен/: Удружена производња четвороцилиндарских бензинских мотора, почев од 2004. године.[251]
- Дајмлер-Бенц: Удружени подухват за производњу хибридних погонских компоненти које се користе код модела ActiveHybrid 7.[252][253]
- Тојота: Троделни уговор 2013. године за удружено развијање технологије горивних ћелија, развој заједничке платформе за спортски аутомобил (за BMW Z4 (G29) и Тојоту супра из 2018) и истраживање Li-ваздушних батерија.[254][255][256]
- Ауди и Мерцедес: Удружена куповина Нокијине апликације Here WeGo (претходно Here Maps) године 2015.[257]

## Спонзорство
У фудбалу, BMW спонзорише Ајнтрахт Франкфурт — клуб Бундеслиге.
На ЛОИ 2012. у Лондону, BMW-ово спонзорство укључивало је пружање 4.000 BMW-ова и Минија. BMW је такође склопио шестогодишњи договор о спонзорству са Олимпијским комитетом Сједињених Држава (USOC), у јулу 2010. године.
У голфу, BMW је спонзорисао разне догађаје, укључујући PGA првенство, BMW Италијан опен, BMW мастерс у Кини и BMW интернационал опен у Немачкој.
У рагбију, BMW је спонзорисао национални рагби тим Јужне Африке од 2011. до 2015. године.
Мађарска фирма-чланица је стратешки спонзор ануално одржаваног фестивала о будућности са седиштем у Будимпешти — „Brain Bar”.

## Еколошки елемент
BMW је члан повеље Агенције за заштиту животне средине Сједињених Држава (EPA) — National Environmental Achievement Track —, која препознаје компаније због њиховог управљања и перформанса на еколошком пољу. Исто тако је члан еколошког пројекта у Јужној Каролини, South Carolina Environmental Excellence Program.
Од 1999, BMW је сваке године носио титулу најодрживије аутомобилске компаније на свету — према Индексу одрживости Доу Џоунс (енгл. Dow Jones Sustainability Index). BMW група је једна од три аутомобилске компаније која се нашла у поменутом индексу сваке године. Године 2001, BMW група се посветила еколошком програму Уједињених нација, UN Global Compact and the Cleaner Production Declaration. Такође, била је прва компанија у аутомобилској индустрији која је именовала службеника за питања животне средине (1973. године). BMW је члан Светског пословног савета за одрживи развој (енгл. World Business Council for Sustainable Development).
Године 2012, BMW се нашао на врху међу аутомобилским компанијама на списку Carbon Disclosure Project's Global 500 — са оценом 99 од 100. BMW групу је Sustainalytics оценио као најодрживију DAX 30 компанију године 2012.
Да би се смањиле емисије из возила, BMW побољшава ефикасност тренутних модела с фосилним горивом као погоном — истражујући електрични погон, хибридни погон и водонични погон за будуће моделе.
Током првог квартала 2018, BMW је продао 26.858 електрифицираних возила (EV-ови, PHEV-ови и хибриди).

## Бицикли
BMW брендирани бицикли се продају онлајн и преко трговаца. Електрични брдски бицикл BMW Turbo Levo FSR 6Fatti производи се у партнерству са Specialized-ом, а BMW Cruise e-Bike NBG III користи Бош мотор и батерију.

## Услуге дељења аутомобила
DriveNow (ч. „драјв нау”) представља удружени подухват између BMW-а и Sixt-а који је покренут у Минхену јуна 2011, а сада делује у 13 градова широм Европе. Децембра 2012, DriveNow оперише преко 1.000 возила — који опслужују пет градова широм света и више од 60.000 корисника.
Године 2012, подружница Алфабет у власништву BMW-а отворила је корпоративну услугу дељења аутомобила у Европи — AlphaCity (Алфа-град).
У Сједињеним Државама, BMW је покренуо сервис за дељење аутомобила ReachNow (ч. „рич нау”) — у Сијетлу, априла 2016. ReachNow тренутно оперише у Сијетлу, Портланду и Бруклину.
Године 2018, BMW је објавио да покреће претплатнички сервис у САД — Access by BMW. Први је за ову државу, лоциран у Нешвилу (Тенеси). Јануара 2021, компанија је објавила да је Access by BMW суспендован.

## Прекоморске подружнице

### Бразил
Дана 9. октобра 2014. године, BMW-ов нови јужноамерички аутомобилски погон у Аракварију (Санта Катарина) склопио је свој први аутомобил — F30 серије 3. Аутомобили који се склапају у Аракварију су: F20 серије 1, F30 серије 3, F48 X1, F25 X3 и Мини кантримен. Аутомобили се склапају од CKD компоненти.

### Египат
Bavarian Auto Group постао је 2003. године једини увозник брендова BMW и Мини.
У BMW-овом погону за склапање у Мадинат ас-Садис мин Уктубару, — серија 3, серија 5, серија 7, X1 и X3 склапају се од CKD компоненти.

### Индија
BMW Индија је основан 2006. као подружница за продају у Гуруграму.
BMW-ов погон за склапање отворен је у Ченају године 2007, где су се склапали серија 3, серија 5, серија 7, X1, X3, X5, Мини кантримен и модели мотоцикала од CKD компоненти.

### Јапан
BMW Јапан, подружница у потпуном власништву, увози и дистрибуише BMW возила у Јапану.

### Јужна Африка
BMW-ови су се склапали у Јужној Африци од 1968. године, када је погон Praetor Monteerders отворен у Рослину (близу Преторије). BMW је првобитно купио деонице у компанији, пре него што је потпуно преузео 1975. године; компанија је добила назив BMW South Africa (BMW Јужна Африка), те постала прва подружница BMW-а у потпуном власништву која је основана ван Немачке. За разлику од произвођача у Сједињеним Државама, као што је Форд и GM, — који су се повукли из земље 1980-их — BMW је задржао пуно власништво над својим операцијама у Јужној Африци.
Пратећи крај апартхејда године 1994, те смањење увозних тарифа, BMW Јужна Африка је завршио с локалном производњом серије 5 и серије 7 — како би се концентрисао на производњу серије 3 за извозно тржиште. BMW-ови направљени у Јужној Африци сада се извозе на тржишта са саобраћајем на десној страни — укључујући Јапан, Аустралију, Нови Зеланд, Уједињено Краљевство, Индонезију, Малезију, Сингапур и Хонгконг, те Подсахарску Африку. Од 1997, BMW Јужна Африка производи возила за тржишта са саобраћајем на левој страни за извоз у Тајван, Сједињене Државе и Иран, као и Јужну Америку.
Три јединствена модела која је BMW Motorsport направио за јужноафричко тржиште били су E23 M745i (1983) — који је користио мотор M88 из модела BMW M1, затим BMW 333i (1986) — у којем је додат шестоцилиндарски 3,2-литарски мотор M30 за E30, те E30 BMW 325is (1989) — који је покретао из Алпине изведен 2,7-литарски мотор.
BMW-ови са идентификационим бројем возила (VIN) почев од „NC0” производе се у Јужној Африци. Фабрички код (VIN позиција 11) за јужноафричке моделе јест „N”.

### Јужна Кореја
BMW Кореја (BMW Korea) увози возила BMW у Јужну Кореју уз више од педесет сервисних центара ради потпуног задовољења јужнокорејских купаца. Такође, BMW Кореја има свој центар за вожњу, у Инчону.

### Канада
BMW-ов први трговачки салон у Канади, смештен у престоници Отави, отворен је 1969. године. Године 1986, BMW је успоставио главно представништво у Канади.
BMW је продао 28.149 возила у Канади 2008. године.

### Кина
Након потписивања договора 2003. за производњу седана у Кини, у мају 2004. отворена је фабрика у кинеском индустријском чворишту — граду Шенјанг, где Brilliance Auto производи BMW-брендиране аутомобиле у удруженом подухвату с немачком компанијом. Године 2012, друга фабрика отворена је у Шенјангу.
Између јануара и новембра 2014, BMW је продао 415.200 возила у Кини, путем мреже од преко 440 продавница BMW-ова и 100 продавница Минија.
Године 2021, BMW је објавио да премешта производњу X5-ице из САД у Кину.

### Мађарска
Дана 31. јула 2018. године, BMW је објавио да ће градити фабрику аутомобила у Мађарској — вредну милијарду евра. Нови погон, који треба да се изгради у близини града Дебрецина — око 230 километара источно од Будимпеште, имаће производни капацитет од 150.000 аутомобила годишње.

### Малезија
BMW-ово CKD постројење за склапање у Кедаху од 2008. године израђује делове за аута серије 1, серије 3, серије 5, серије 7, X1, X3, X4, X5, X6 и Мини кантримен, који се продају на малезијском тржишту.

### Мексико
У јулу 2014, BMW је објавио да успоставља погон у Мексику у граду и држави Сан Луис Потоси — укључујући инвестицију од једну милијарду долара. У погону је запослено 1.500 људи, а годишње се произведе 150.000 аутомобила.

### Низоземска
Мини кабриолет, Мини кантримен и BMW X1 производе се у Низоземској у фабрици VDL Nedcar у малом месту Борн. Дугорочне наруџбе кантримена окончане су 2020.

### Русија
Аутомобили серије 3 и серије 5 који су на руском тржишту склапају се од компонената завршених у Калињинграду, почев од 1999. године. У марту 2022, BMW је напустио руско тржиште и стопирао увоз и производњу аута у Русији услед међународних санкција током русо-украјинског рата.

### Сједињене Државе
Аутомобили BMW се званично продају у Сједињеним Државама од 1956. године, а производе се у Сједињеним Државама од 1994. године. Први BMW продајни салон у Сједињеним Државама отворен је 1975. године. Године 2016, BMW је био 12. најпродаванији бренд у Сједињеним Државама.
Производни погон у Греру (Јужна Каролина) имао је највећу производњу међу BMW-овим погонима широм света, производећи просечно 1.400 возила по дану. Модели који се производе у погону Спартанбург су: X3, X4, X6 и X7 теренски модели. Производња модела X5 премештена је у Кину децембра 2021.
Поред производног одељења у Јужној Каролини, BMW-ове северноамеричке компаније укључују операције продаје, маркетинга, дизајна и финансијских сервиса у САД, Мексику, Канади и Латинској Америци.

### Филипини
BMW Филипини, подружница у власништву Корпорације Сан Мигел, званични је увозник и дистрибутер за BMW на Филипинима.
BMW је продао 920 возила на Филипинима током 2019. године.

## Маркетинг

### Слоган
Слоган The Ultimate Driving Machine први пут је коришћен у Северној Америци године 1974. Године 2010, ова дугогодишња кампања већим делом је замењена кампањом која је имала намеру да се бренд учини приступачнијим и звучнијим за жене како би им се више допао — једноставно Joy. До 2012, BMW је вратио слоган The Ultimate Driving Machine.

### Првоаприлске шале
BMW је годинама стицао репутацију у Британији по својим првоаприлским шалама, које се објављују у тамошњој штампи сваке године. Године 2010, покренули су рекламну кампању у Гардијану објављујући да ће купци моћи да наруче BMW-ове с различито обојеним беџевима како би се приказала њихова афилијација с политичком партијом коју подржавају.

### Цитирана библиографија
Buckley, Martin (2001). BMW Cars. MotorBooks International. ISBN 978-1-61060-827-5. Приступљено 27. 1. 2019.
Covello, Mike (2001). Standard Catalog of Imported Cars 1946–2002. Krause Publications. ISBN 978-0-87341-605-4. Приступљено 27. 1. 2019.
Cranswick, Marc (2014). The BMW 5 Series and X5: A History of Production Cars and Tuner Specials, 1972–2008. McFarland. ISBN 978-0-7864-8005-0. Приступљено 27. 1. 2019.
Dempsey, Wayne R. (2006). 101 Performance Projects for Your BMW 3 Series 1982–2000. Motorbooks. ISBN 978-1-61060-790-2. Приступљено 27. 1. 2019.
Edmonston, Phil (2012). Lemon-Aid New Cars and Trucks 2013. Dundurn. ISBN 978-1-4597-0575-3. Приступљено 27. 1. 2019.
Falloon, Ian (2015). The Complete Book of BMW Motorcycles: Every Model Since 1923. Motorbooks. ISBN 978-0-7603-4727-0. Приступљено 27. 1. 2019.
Gantriis, Peter (2018). The Art of BMW Motorcycles. Motorbooks. ISBN 978-0-7603-6153-5. Приступљено 27. 1. 2019.
Kiley, David (2004a). Driven: Inside BMW, the Most Admired Car Company in the World. John Wiley & Sons. ISBN 978-0-471-26920-5. Приступљено 27. 1. 2019.
Kiley, David (2004b). Driven: Inside BMW, the Most Admired Car Company in the World. John Wiley & Sons. ISBN 978-0-471-66384-3. Приступљено 27. 1. 2019.
Lewin, Tony (2016). The BMW Century: The Ultimate Performance Machines. Motorbooks. ISBN 978-0-7603-5017-1. Приступљено 27. 1. 2019.
Lewin, Tony (2004). The Complete Book of BMW. MotorBooks International. ISBN 978-1-61059-205-5. Приступљено 27. 1. 2019.
Noakes, Andrew (2010). BMW. Vom 328 Roadster und der Isetta bis zum 5er Gran Turismo. Bath: Parragon Books. ISBN 978-1-4075-6814-0.
Norbye, Jan P. (1984). BMW, Bavaria's Driving Machines. Publications International. ISBN 978-0-88176-193-1. Приступљено 27. 1. 2019.
Schrader, Halwart (1979). BMW, a History. Quarterly Auto. Princeton Pub. ISBN 978-0-525-12522-8. Приступљено 27. 1. 2019.
Taylor, James (2014). BMW Classic Coupes, 1965–1989: 2000C and CS, E9 and E24. Crowood. ISBN 978-1-84797-847-9. Приступљено 27. 1. 2019.
Walton, Jeremy (2001). BMW 3 Series Enthusiast's Companion. Bentley Publishers. ISBN 978-0-8376-0220-2. Приступљено 27. 1. 2019.